# Tatjana Popowa
Tatjana Siergiejewna Popowa (ros. Татьяна Сергеевна Попова; ur. 17 września 1984 w Moskwie) – rosyjska koszykarka, występująca na pozycjach rzucającej lub niskiej skrzydłowej, mistrzyni Europy (2011), multimedalistka międzynarodowych imprez koszykarskich.

## Osiągnięcia
Na podstawie, o ile nie zaznaczono inaczej.

### Drużynowe
- Mistrzyni:
  - Euroligi (2013, 2016)
  - Rosji (2013–2016)
- Wicemistrzyni Euroligi (2015)
- 3. miejsce w Eurolidze (2014)
- Zdobywczyni:
  - Superpucharu Europy (2013)
  - pucharu:
    - Rosji (2013, 2014)
    - UMMC Cup (2013–2016)
- Finalistka Superpucharu Europy (2015)
- Uczestnik rozgrywek:
  - Euroligi (2007/2008, 2012–2015)
  - Eurocup (2008–2012)

### Reprezentacja
Seniorska
- Mistrzyni Europy (2011)[3]
- Wicemistrzyni Europy (2009)[4]

Młodzieżowe
- Mistrzyni Europy:
  - U–20 (2004)[5]
  - U–18 (2002)[6]
- Uczestniczka kwalifikacji do mistrzostw Europy U–20 (2004)